# Où sont tous mes amants ?
Où sont tous mes amants ? est une chanson de Charles André Cachant, dit Charlys et Maurice Vandair, interprétée par la chanteuse Fréhel en 1935.
Le refrain est un huitain d'hexasyllabes (sauf le septième vers, un ennéasyllabe) en rimes suivies, qui repose sur une interrogation. La chanson est une méditation sur la jeunesse enfuie.
Les couplets, en décasyllabes et en vers de quatre syllabes, correspondent à un soir et à un matin, encadrant une nuit de solitude.

## Dans la culture
- 2001 : C'est la vie de Jean-Pierre Améris
- 2014 : Week-ends d'Anne Villacèque - interprétée à l'accordéon et au chant par Ulrich Tukur

## Reprises
- Berthe Sylva
- Georgette Plana
- Patrick Bruel avec Sandrine Kiberlain et Emmanuelle Béart en 2002
- Les Garçons Bouchers
- Rosemary Standley (Moriarty)
- Puerto Candelaria, groupe de fusion musicale originaire de Medellin, 2019[1].
- Mass Hysteria, Le Grand Réveil sur l'album Tenace - Part 1, 2023.